# Hrabství (Skřipov)
Hrabství (německy Hrabstwie) je vesnice, část obce Skřipov v okrese Opava v Moravskoslezském kraji. Nachází se tři kilometr východně od Skřipova, deset kilometrů severozápadně od Bílovce a tři kilometry jihozápadně od Hlubočce. Hrabství leží na náhorní plošině jižně od říčky Setina ve výšce 465 metrů a je obklopené převážně lesy.

## Historie
Původní název vesnice byl Hrabí, později Přední a Zadní Hrabí, Hrabstwie a Hrabské. Jelikož se nepřipomíná v dílčích listech roku 1377, pravděpodobně v tuto dobu zůstává v držení pánu Hradeckých. V této době je vesnice s 384 obyvateli příslušná do obce Vyškovské. Je poprvé připomínána až kolem roku 1460 jako pustá obec, stejně jako okolní Výškovice nebo zaniklá obec Žebrákov. Pustou ves Hrabí odprodal kníže Jan Opavský a Hlubčický Václavovi Nedvídkovi z Leskovce, po němž ji držel syn jeho Jan Nedvídek kolem roku 1494. Okolo roku 1500 rozeznávaly se dva díly „Přední Hrabí“ a „Zadní Hrabí“.

## Obyvatelstvo
- 1834 – 40 domů a 318 obyvatel

Počátkem třetího tisíciletí zde žilo okolo 350 obyvatel.
| Rok            | 1869 | 1880 | 1890 | 1900 | 1910 | 1921 | 1930 | 1950 | 1961 | 1970 | 1980 | 1991 | 2001 | 2011 | 2021 |
| -------------- | ---- | ---- | ---- | ---- | ---- | ---- | ---- | ---- | ---- | ---- | ---- | ---- | ---- | ---- | ---- |
| Počet obyvatel | 387  | 384  | 419  | 420  | 393  | 386  | 394  | 271  | 314  | 313  | 313  | 320  | 317  | 291  | 287  |
| Počet domů     | 55   | 69   | 54   | 57   | 62   | 70   | 75   | 68   | 71   | 76   | 74   | 84   | 86   | 91   | 94   |

## Obecní správa
Při sčítání lidu v letech 1850–1889 bylo Hrabství osadou obce Výškovice v okrese Opava. V letech 1890–1899 bylo osadou obce Výškovice-Hrabství v okrese Opava. V letech 1900–1909 bylo znovu osadou obce Výškovice v okrese Bílovec. V letech 1910–1978 bylo samostatnou obcí, nejprve v okrese Bílovec, od roku 1960 v okrese Opava. Od 1. ledna 1979 je částí obce Skřipov v okrese Opava.

## Významní rodáci
- Ladislav Rusek (1927–2012), moravský pedagog, skaut, výtvarník, publicista a básník

## Galerie

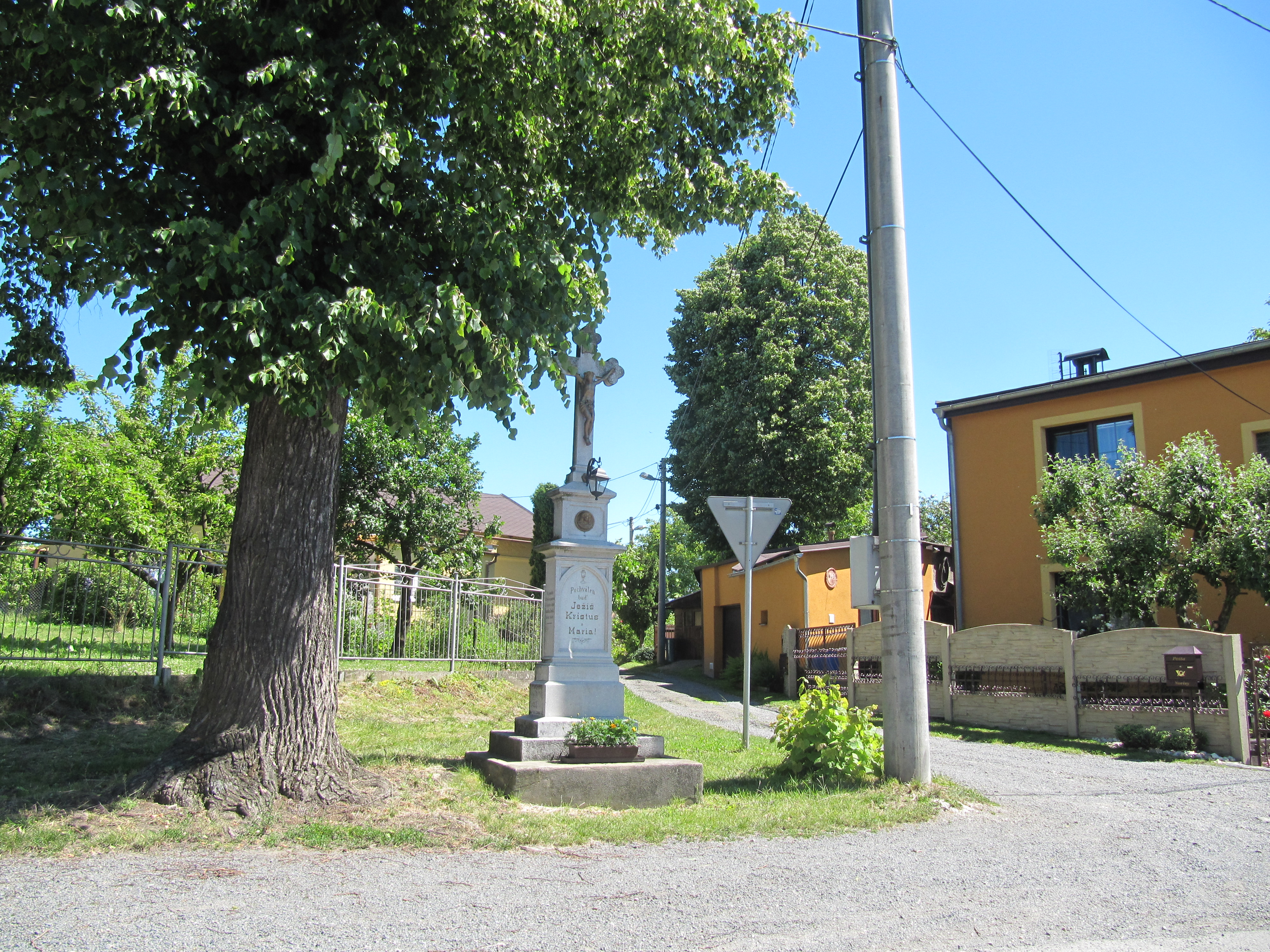
Kříž
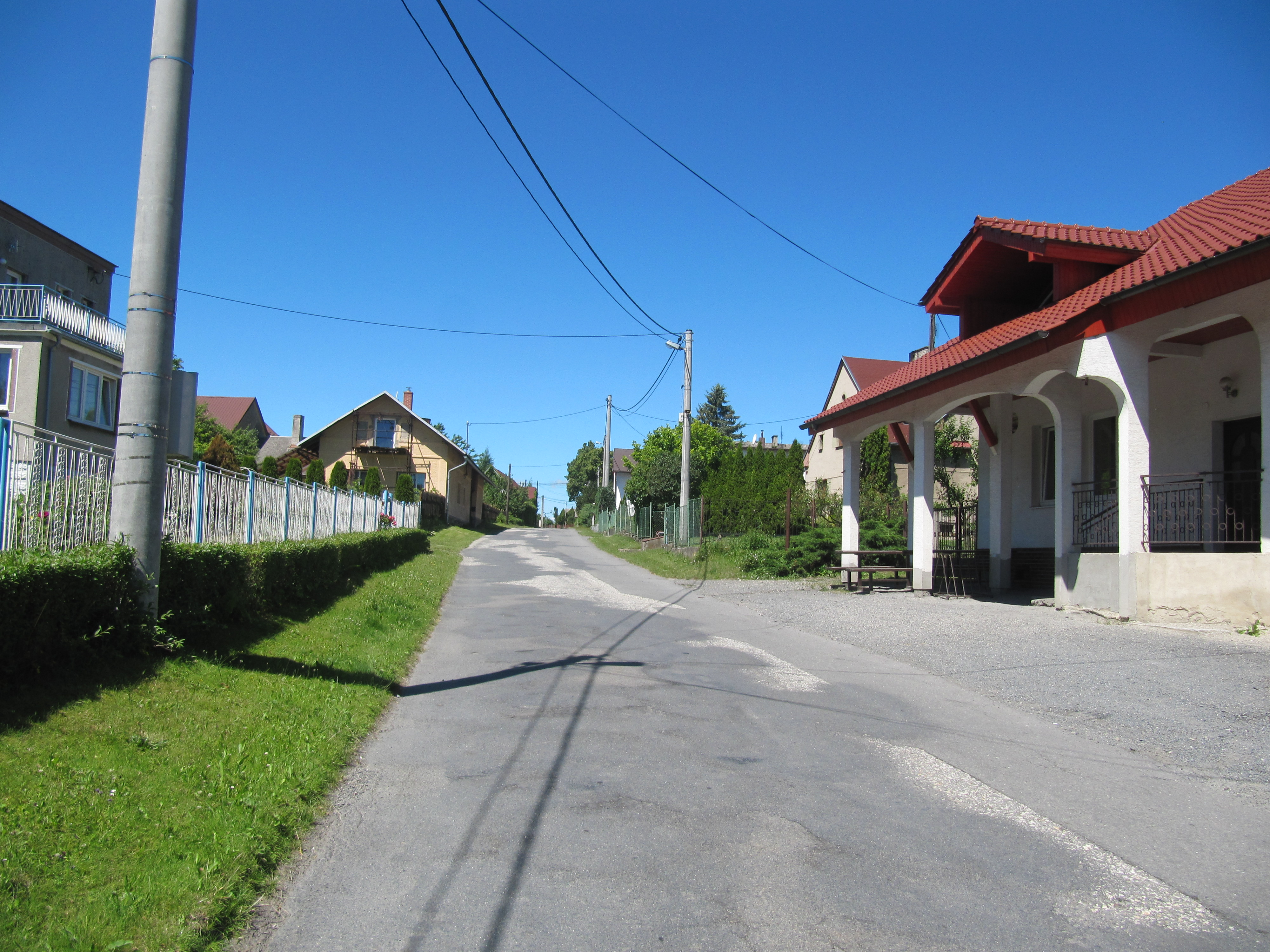
Ulice
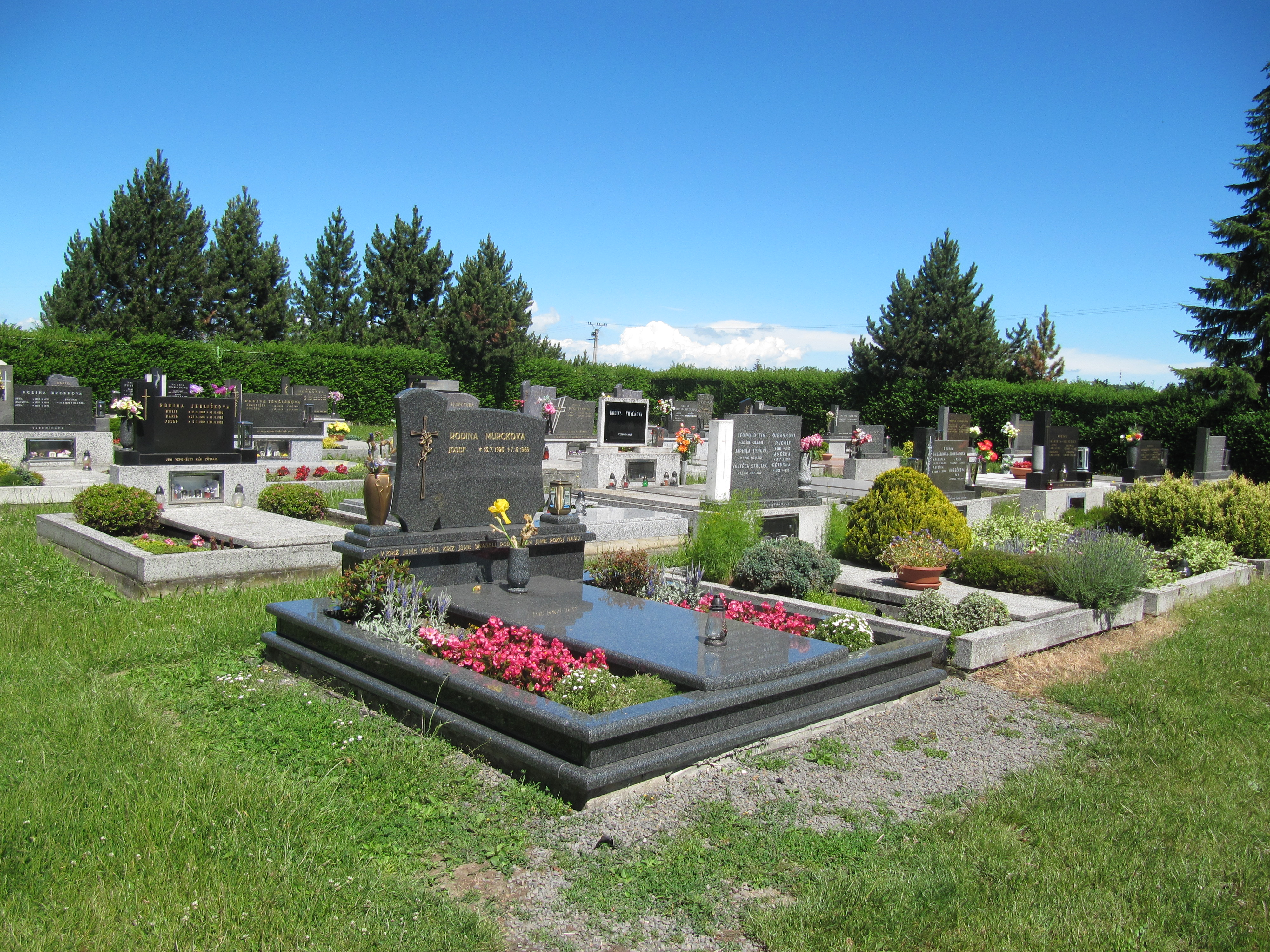
Hřbitov